# Рона, Алие
Алие Рона (фамилия при рождении Диллигиль, 1921 — 29 августа 1996) — турецкая актриса

 театра и кино.

## Биография
Родилась в сирийском городе Даръа в семье работника железной дороги Рамиз-бея и его жены Сервиназ-ханым. У Алие был брат Авни Диллигиль, который также стал актёром. В связи с работой отца семья часто переезжала, но в итоге они обосновались в Стамбуле. Окончила вечернюю школу для девочек в Бейоглу.
С конца 30-х годов выступала в качестве актрисы в театре Кадыкёя. Исполняла в театре небольшие роли. Там же, в театре, она встретила своего будущего мужа — Зихни Рону.
В 1947 году дебютировала в кино. В основном исполняла роли второго плана. Ёё амплуа стала роль «плохой матери» — женщины, которая заставляет своих детей совершать преступления.
В общей сложности сыграла в 204 фильмах. Трижды становилась лауреатом премии «Золотой апельсин» за роль второго плана: за роль в фильме Улькю Эракалына «Hepimiz Kardeşiz», главные роли в котором исполнили Хюлья Кочйигит, Тамер Йигит и Джунейт Аркын, за роль в фильме «Zalimler» и за роль в фильме «Son Gece». Также получила премию «Золотой кокон» за роль в фильме Метина Эрксана «Kuyu».
Несбывшейся мечтой актрисы было сыграть роль матери Ататюрка Зюбейде-ханым.
Умерла 27 августа 1996 года в стамбульском районе Пендик. Похоронена на кладбище Караджаахмет.